# Compton
 For månekrateret, se Compton (månekrater).
Compton er en bydel i Los Angeles i delstaten Californien, USA. Compton ligger syd for Los Angeles centrum. På grund af den tætte placering til Los Angeles centrum har Compton fået tildelt kælenavnet "Hub City". Ifølge den amerikanske folketælling fra 2020, har Compton et befolkningstal på 95.597 indbyggere. Compton er delt op i flere forskellige nabolag, eksempler på Compton-nabolag ville være; Sunny Cove, Richland Farms og Downtown Compton. Compton er specielt kendt for deres høje niveau af kriminalitet og deres mange kendte hiphop musikere og rappere - nuværende og tidligere. Eksempler på rappere fra Compton er Kendrick Lamar, Eazy-E, Dr. Dre og Coolio. Compton er også kendt for et exceptionelt højt niveau af bande kriminalitet, specielt mellem de to bandeorganisationer Crips og Bloods. Kriminalitetsniveauet i byen er stadig højt, men er formindsket en smule over det sidste årti.

## Økonomi
I 1994 blev Compton udnævnt som det andenbedste sted i Los Angeles County at starte et firma, ud af de 88 byer, der havde muligheden for, at blive valgt. Comptons Planning and Economic Development department tilbyder hjælp til små og mellemstore firmaer og deres ejere - dette kan være hjælp så som vejledning. Analysering af mulige byggeplaner tilbydes også til firmaer, der vil bygge lejligheder eller villaer.